# Gheada

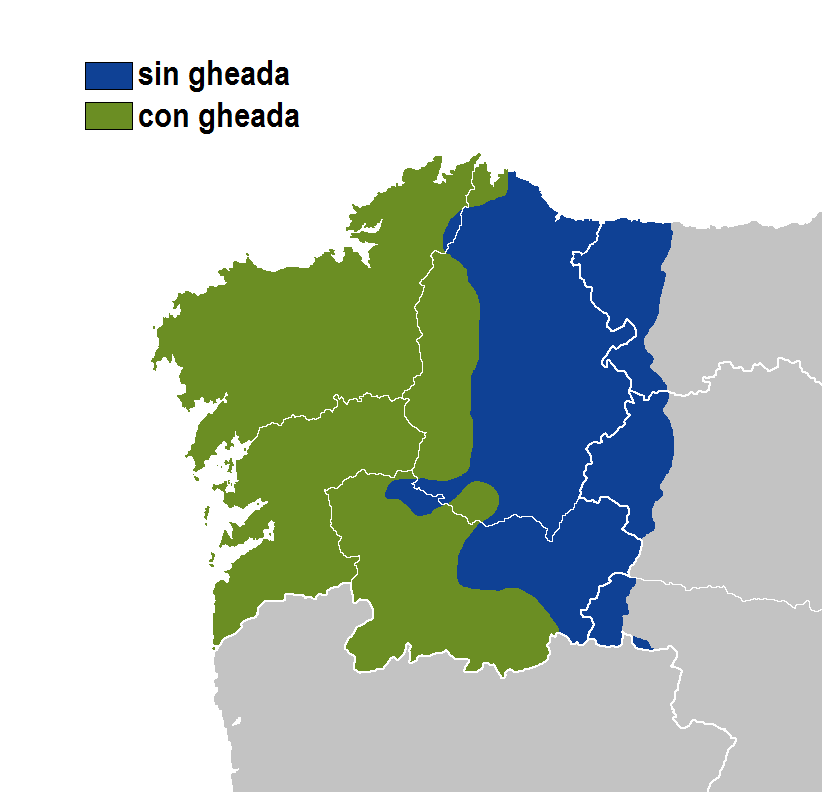
Aquesta característica lingüística es produeix només en gallec, en general mai en la varietat del castellà de Galícia.

La gheada (ħeˈaða̝) és un fenomen fonètic del gallec que consisteix en l'articulació de la g fricativa o oclusiva velar sonora com una fricativa vetllar sorda similar a la j castellana. En alguns dialectes del gallec els sons [ɣ] i [g]  equivaldrien a [x] i [gᴴ] respectivament.
Aquest fenomen es dona en totes les combinacions possibles en què la G apareix en el sistema fonemàtic: en posició interior intervocàlica o davant L o R; en posició inicial seguida de vocal o davant L o R; i en posició interior postconsonàntica, seguida de vocal o davant L o R. Per exemple, en la pronunciació de paga, gl0ria, auga, guardia, alguna cosa, la g es realitzaria com una fricativa velar /x/: paxa, xloria, auxa, xuardia, alxo.
El primer testimoniatge veraç de la gheada data de 1833, encara que el fenomen lingüístic sembla ser anterior a aquesta data i posterior a 1758. En el s. XVIII no s'han trobat referències evidents a la utilització de la geada.
Aquest fenomen predomina en la part occidental del territori lingüístic gallec. Comprèn, en concret, les províncies de la Corunya, Pontevedra, la part més occidental de Lugo i la meitat occidental d'Ourense.
Al llarg de la història se li ha atribuït a la gheada un caràcter rústic i, ja des del seu origen, va ser rebutjat i es va adoptar una actitud negativa respecte a la seva utilització. És per això que avui la gheada està en reculada i amb el pas del temps va disminuint la seva presència a Lugo i Orense. No obstant això, es tracta d'un important marcador sociolingüístic que contribueix a la identificació del lloc d'origen i classe social del parlant.
Segons la normativa oficial de la llengua gallega, la gheada es pot utilitzar lliurement en el llenguatge oral, però mai en l'escrit. Aquest so es representa mitjançant el dígraf ˂gh˃:
- /gato/ --> ghato ['ħato]
- /pago/ --> pagho ['paħo]

No obstant això, no es tracta d'un error de la llengua, sinó que és admesa per la Reial Acadèmia Gallega, considerada com una variant dialectal més del gallec.

## Diferència entre «geada» i «gueada»
La gueada es tracta del fenomen fonètic invers a la geada. Mentre que la geada gallega consisteix en la realització de la /g/ com una /x/, la gueada li dona just l'ús oposat, és a dir, porta a pronunciar la /x/ com una /g/.
La gueada és la predecessora de la geada. Així, la pronunciació de reja com rega o faja com faga serien exemples de gueada, mentre que la pronunciació de gato com jato, pega com peja o higo com hijo, serien exemples de geada.

## Grafemàtica
Des del seu naixement, la geada es contempla d'acord amb la perspectiva castellana. El primer principi relatiu al seu ús es basa en la pressuposició que un grafema g (davant i, i) o j (davant o, o, a) té el mateix valor fonètic que presenta en castellà.
No obstant això, veiem restriccions temporals en aquesta perspectiva, perquè no és possible abans de mitjan segle xvi, donar valor de /x/ als grafemes g, j, i x. Fins a aquella data, aquests grafemes corresponien a sons idèntics als quals llavors tenien el gallec i el portuguès; la g i j representaven una /ʒ/ i la x una /ʃ/.
Serà, per tant, complicat, trobar una g o una j que puguin corroborar l'existència de la geada abans del segle xvii.
No obstant això, recullen altres estudis, que a partir de la segona meitat del segle XVI podria ja donar-se, només entre les persones amb accés a una educació reglada, una pronunciació /x/ de la g davant vocals palatals i de la j davant totes elles.
Un altre tret important a tenir en compte, és la tradició escrita del gallec, que si ja era dubtosa fins al s. XVI, a partir del segon terç del mateix ja no existeix. El castellà ocuparà el seu lloc entre els lletrats i el gallec quedarà relegat a llengua exclusivament oral. A partir d'aquest moment, el gallec es modelarà sobre el castellà grafemàticament.

## Influx castellà
És la geada gallega un fenomen inusual dins de l'àmbit de les llengües romàniques, ja que el so [x] no es troba en molts dialectes romànics. No obstant això, el castellà sí que compta amb [x], pronunciació que resulta estrangera per a llengües com el portuguès o el català. És clara la influència que el castellà ha exercit històricament sobre el gallec, tant és així, que sobre aquesta idea va sorgir la “tesi castellanista”, que defensa precisament que la geada va néixer per influx castellà.
Pensado sosté aquesta tesi i creu la geada producte d'un bilingüisme defectuós castellà-gallec que portaria amb si un desconcert a l'hora de pronunciar en aquesta última llengua.
D'altra banda, Zamora Vicente sosté una “tesi autonomista”, que explica el desenvolupament de la geada apel·lant al “arrelat primitivismo de la cultura i la llengua rural del Nord-oest hispànic”. A més, defensa que s'ha de buscar la seva causa en un fenomen de substrat pre-indoeuropeu vigent encara.

## Perfil històric
Donat el poc auxili que la grafemàtica ha proporcionat per al descobriment de la geada, la cerca de la seva perspectiva històrica no va resultar gens fàcil als professionals. Comptem en la literatura amb alguns testimoniatges directes d'aquest fenomen, de fet, les millors fonts quant al perfil històric de la geada són les que es limiten a assenyalar el fet.
Un exemple de geada és el que apareix en el Romanze Gallego de Correa Mendoza y Sotomayor:
«Os prolojos encurtemos»
S'ha de llegir /próloxos/, encara que la pronunciació /próloʃos/ és també possible.
En aquest passatge d'un document de la jurisdicció de Xallas de 1652, escrit en castellà, trobem un exemple de gueada:
«fuelles, fouciños, higüelas, taravelas, escroupes, martillos, sartenes, potes, y otros diferentes aguares de valor de más de veinte ducados»
En aquesta sèrie d'utensilis domèstics és palpable que es realitza una traducció només parcial. Els foles esdevenen fuelles, els fouciños no sap com traduir-los al castellà i el mateix succeeix amb les taravelas i els escroupes. Tanmateix, sí que sap traduir els martelos, les sartañas i els potes. Perà aquesta higüela, que es correspon en castellà amb «azuela», l'escrivà l'esquiva i tradueix en castellà higüela. Encara que és possible que la –güe- sigui fruit de la regla de trànsit: -ó- gall. = -ue- / -güe- cast., hom prefereix interpretar-la com un caso de gueada, el mateix amb aguares tot seguit. Això és indici que ja coneixia el diglósico escrivà que a una /ʃ/ del seu gallec corresponia una /x/ en castellà que substitueix a consciència per una /g/. Probablement es deu al fet que la /x/ en castellà és, en certa manera, estranya al seu sistema fonemàtic.
En el segle xviii la gueada es fa cada vegada més freqüent a causa de la pressió del castellà i la pronunciació generalitzada de la seva /x/. L'augment de la burocràcia centralista borbònica (que imposa i expandeix la seva llengua) també contribueix a la castellanització.
B. Pereira sls Adagios Portuguezes (ed. Prosodia de 1741) revulle:
«El consejo del viego. Prospectandum latrante cane vetulo» 
A meitat de segle ja era comú el carago del castellà carall i el veiem amb freqüència en J. Agostinho de Macedo: «Eternas côrtes dos caragos ôcos, eu as achei primeiro» ja sia en referència als espanyols, com als gallecs: «o corpo colossal dos vis caragos».
Entrat el segle xix els exemples són molt abundants, es donen tants casos de geada que perduren fins a l'actualitat.

## El conflicte entre/g/ i /x/ a Galícia
A la major part de les classes baixes de les ciutats no els suposava un gran inconvenient, ja que tots optaven per la via més còmoda, que consisteix en l'«adaptació» amb la /g/. D'aquesta manera, sorgeix la dialèctica /g/ enfront de /x/ en castellà-galleguitzat, gallec-castellà, o champurrado.
La causa que explica aquesta oposició es basa en el fet que la /g/ és la nosa natural que interfereix entre una /x/ i una reproducció d'aquesta en el castellà de Galícia o els préstecs del castellà necessaris per al gallec-parlant natiu. Per exemple: un gallec ha d'usar els següents termes: bajo, hijo, ceja. El primer pas que presa és el de la adaptació. Aquestes paraules quedarien en: bago, figa, cega. En aquests casos particulars en canviar el sentit la substitució és fàcil arribar a la confusió.
Sarmiento parla d'un gallec champurrado que fa referència a la mescla de castellà i gallec o gallec i castellà. Aquest gallec champurrado, que es parla en les viles costaneres i les ciutats, difereix del pur que es parla en els llogarets. Cal tenir en compte també la dada que la gent que parla pitjor gallec té major prestigi social que la que ho parla bé. Els que parlen un mal gallec tenien més reconeixement que els que ho parlaven bé perquè quedaven compresos en una dialèctica superior: la ciutat per sobre del camp, la vila millor que el llogaret.
Del castellà champurrado amb /x/ i sense /g/ s'arriba al gallec (amb /x/ i sense /g/) i així es produeix el gallec amb geada.

## Efectes de la gueada en la llengua gallega
Mentre el castellà i el gallec van compartir el fonema /ʃ/ no va haver-hi cap inconvenient, com a molt es podien donar algunes diferències en les regles de pas d'una llengua a una altra. Des del seu començament la correspondència gallec -ll- / castellà -j- (= ʒ > ʃ) va donar lloc a igualacions en favor del castellà. Tal és el cas d' añejo que va posar anejo al costat del tradicional anello, disminuint el seu ús. Un altre exemple és el de lenteja que aconsegueix fer-se un buit en la família de la lentilha o lentella i sota el patró de lentejuela introduir una lentejoula o lentexoila.
Un exemple clar és el del abrojo (-j- = -ʃ-) que conviu amb un abrollo en les Papeletas de un Diccionario Gallego de Sobreira.
També en aquesta mateixa font conviuen el bandujo i el bandullo i, de la mateixa manera barajar i el barallar.

## La gheada en la llengua literària gallega
La gheada sempre ha estat un fenomen absent en la tradició literària gallega. Aquest rebuig va de la mà del menyspreu pel fenomen que apareix a les primeres gramàtiques i estudis lingüístics.
Així, al segle xix apareix esporàdicament en els primers textos, especialment en el gènere de Diàlegs i completament absent en autors de zones gheadòfones com Eduardo Pondal o Rosalía de Castro. Especialment significatiu és el cas de Rosalía de Castro, que fa que la "meniña gaiteira" de Cantares gallegos parli seseo.
En la tradició gramatical gallega la gheada va ser rebutjada. Només Francisco Mirás, que reprodueix el discurs de la seva zona natal de Santiago, acomoda la gheada a la seva Gramàtica. Per contra, Xoán Cuveiro Piñol el defineix com un tret dels "individus diminuts de la zona costanera" i Marcial Valladares Núñez com a "defecte de la gent idiota". No obstant això, molts autors assenyalen que en les idees de Valladares hi ha el model castellà, ja que també rebutja el seseu o l’infinitiu conjugat.
Al segle xx, Ribalta va adoptar aquestes posicions i la va defensar com a característica del poble. Això torna a ser una excepció, ja que tant en les etapes de la preguerra com de la postguerra ja no apareixen defensors.
Amb l'oficialització del gallec i la consegüent normalització, s'admet la gheada i el seseo com a realitzacions vàlides en llengua gallega a les Normas ortográficas e morfolóxicas do idioma galego de 1982.